# Philippe Francq

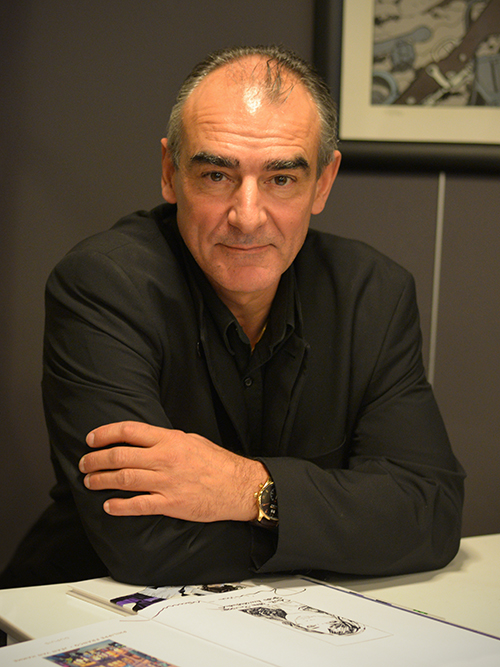
Philippe Francq, 2014

Philippe Francq (* 13. Dezember 1961 in Etterbeek, Belgien) ist ein belgischer Comiczeichner. Mit der Serie Largo Winch erreicht er im französischen Sprachraum besonders hohe Verkaufszahlen.
Nach dem Schulbesuch trat Francq mit 15 Jahren in das Institut Saint-Luc in Brüssel ein, wo er seinen realistischen Zeichenstil perfektionieren konnte. Nach einer kurzen Station im Studio von Bob De Moor, der das Werk von Hergé fortführte, begann er mit dem Szenaristen Bob de Groot die Serie Des villes et des femmes und arbeitete nebenher als Animationszeichner für ein Trickfilmstudio.

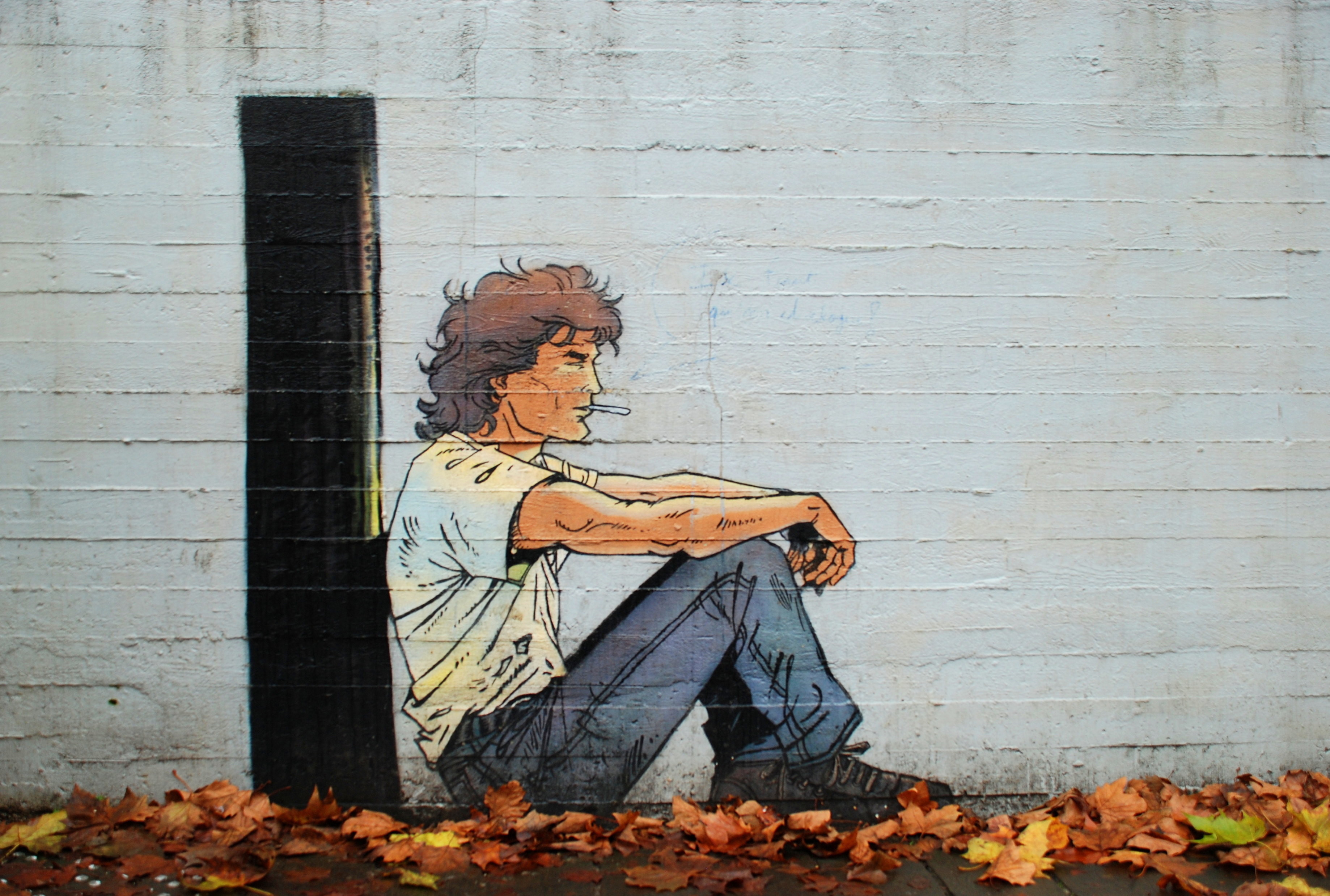
Largo Winch

1989 traf Francq auf Jean Van Hamme, der einen Zeichner suchte, um seine Romanreihe Largo Winch in Comicform zu adaptieren. Aus der gemeinsamen Arbeit entstand eine Albenserie, deren Ausgaben zu den meistverkauften Titeln in Frankreich und Belgien zählen.
Philippe Francq ist verheiratet und lebt in Südfrankreich.
Francqs ausgeprägt realistischer Zeichenstil hat Bewunderung hervorgerufen. Kritiker bemängeln seine idealisierten Gestalten sowie seinen eher kunsthandwerklich geprägten Stil und werfen ihm mangelnden kreativen Ausdruck vor.